# Adattatori per valvole

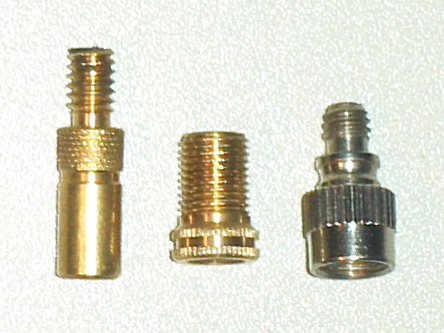
Adattatori per valvole. Da sinistra a destra: da Presta/Regina a Dunlop, da Presta a Schrader, da Schrader a Dunlop.

Gli adattatori per valvole sono elementi con corpo provvisto di due filettature differenti (una maschio e una femmina) che rendono possibile il gonfiaggio delle gomme, con filettature differenti dal tipo presente sulla pompa. 
Per mezzo di adattatori montati su tipi diversi di valvole, si possono gonfiare tutti i tipi di pneumatici con compressori o pompe manuali; inoltre molte pompe per bicicletta sono già fornite di diversi adattatori, in modo da potere essere utilizzate sui diversi tipi di valvole. 
Contrariamente al flusso dell'aria di pompaggio, la terminologia di questi adattatiori prende il nome iniziale, dalla valvola alla quale va inserita, per finire col nome del tipo di valvola di conversione, alla quale va inserita la pompa.

## Adattatore da Presta/Regina a Schrader (artigianale)
Disponendo di una piccola officina si possono costruire tutti gli adattatori in modo artigianale. In questo caso basta costruire un tubetto in ottone ⌀ 8 mm lungo ~ 30 mm, con le seguenti caratteristiche: una filettatura esterna (per circa 12 mm) di M8 × 0,75 mm di passo (o 0,8 mm) e una filettatura interna M6 × 0,8 mm (con profondità di 15 mm, opposta alla filettatura esterna).
Con queste misure metriche l'adattatore artigianale può essere tranquillamente montato su una valvola Presta comunemente in commercio.